# Црква Светог свештеномученика Петра Дабробосанског у Војковићима
Храм Светог свештеномученика Петра Дабробосанског је храм Српске православне цркве који се налази у Војковићима у Републици Српској, Босни и Херцеговини. Припада Дабробосанској митрополији, архијерејском намесништву сарајевском и седиште је парохије у Војковићима.
Првобитно је било предвиђено да црква буде посвећена Вазнесењу Господњем, али је након одлуке Светог архијерејског сабора СПЦ 1998. године да митрополита Петра Дабробосанског прогласи свештеномучеником одлучено да црква буде посвећена њему.
Темељи храма Светог свештеномученика Петра Дабробосанског су освећени 13. јула 1991. године. Земљиште за градњу цркве је купљено. Урбанистичка дозвола је добијена 1990. године. Услед рата у Босни и Херцеговини изградња цркве је обустављена до лета 1998. године.
Године 1997. започета је изградња црквеног дома, који је покривен у априлу 1998. године. Сала је преуређена за капелу. Током 1999. године опремљен је један стан за свештеника. За пароха прве парохије постављен је Цвијан Голубовић а за пароха друге парохије Јадран Даниловић.
Црква је седиште две парохије у Војковићима које су основане 1996. године, издвајањем од которачке парохије. Ове парохије обухватају насеља: Доњи и Горњи Которац, Војковићи, Грлица, Крупац и Кијево.